# Błąd materialny
Błąd materialny – błąd we wnioskowaniu polegający na tym, że któraś z przesłanek uznanych przez nas za prawdziwą, w rzeczywistości jest fałszywa. Wniosek z wnioskowania obarczonego błędem materialnym może być (choć nie musi) fałszywy.
Błędy materialne można popełnić w różnych typach wnioskowań, nie tylko w rozumowaniach dedukcyjnych. Szczególnie narażone są na nie wnioskowania entymematyczne, np. wnioskowanie:
| Wieloryb oddycha płucami        |
|                                 |
| Niektóre ryby oddychają płucami |